# Кафедральний собор святого Йозефа (Гронінген)
Кафедральний собор святого Йозефа (нід. Sint-Jozefkerk) — католицький кафедральний (єпархія Гронінгена-Лейвардена) собор (катедра) в нідерландському місті Гронінгені, освячена на честь святого Йозефа (Йосипа); яскрава пам'ятка неоготичної архітектури у виконанні відомого архітектора Пітера Кейперса (1886).

## Історія
Будівництво церкви для католицької парафії святого Йозефа (Йосипа) в Гронінгені в робочому районі Остепорт здійснювалось за проектом відомого нідерландського архітектора Пітера Кейперса і було завершено в 1886 році. 
Храм побудований в неоготичному стилі з дзвіницею заввишки 76 метрів. 
Відтак 25 травня 1887 року відбулося урочисте освячення храму.
16 липня 1955 року була створена єпархія Гронінгена-Лейвардена і церква святого Йосипа отримала статус кафедрального собору цієї єпархії.
У 1974 році гронінгенський собор святого Йосипа був внесений до списку історико-архітектурних пам'яток Нідерландів.

## Галерея

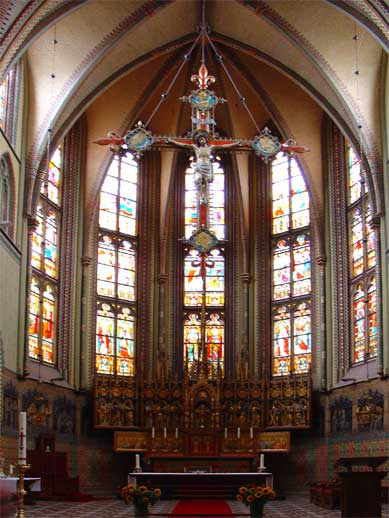
усередині собору
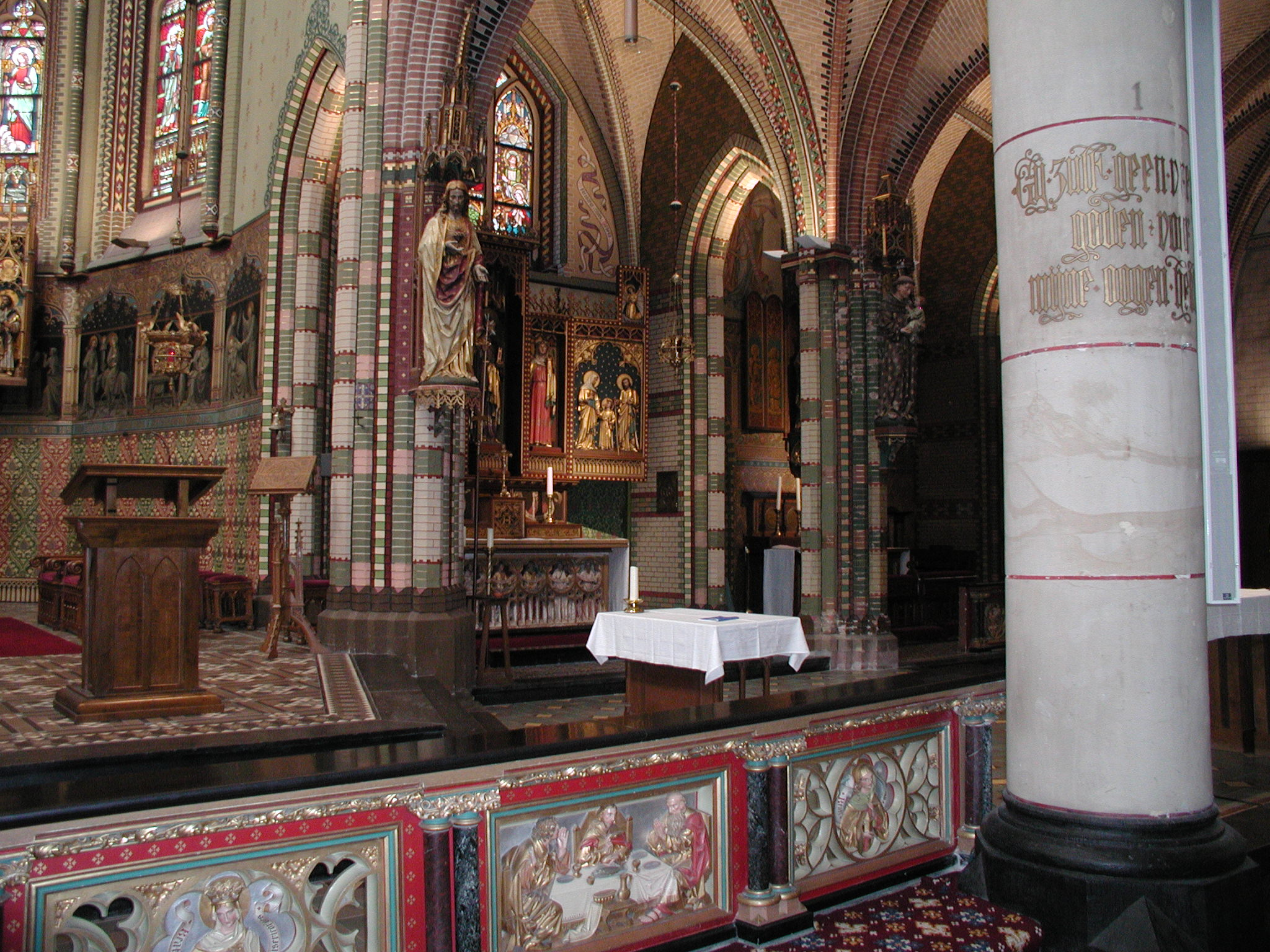
усередині собору
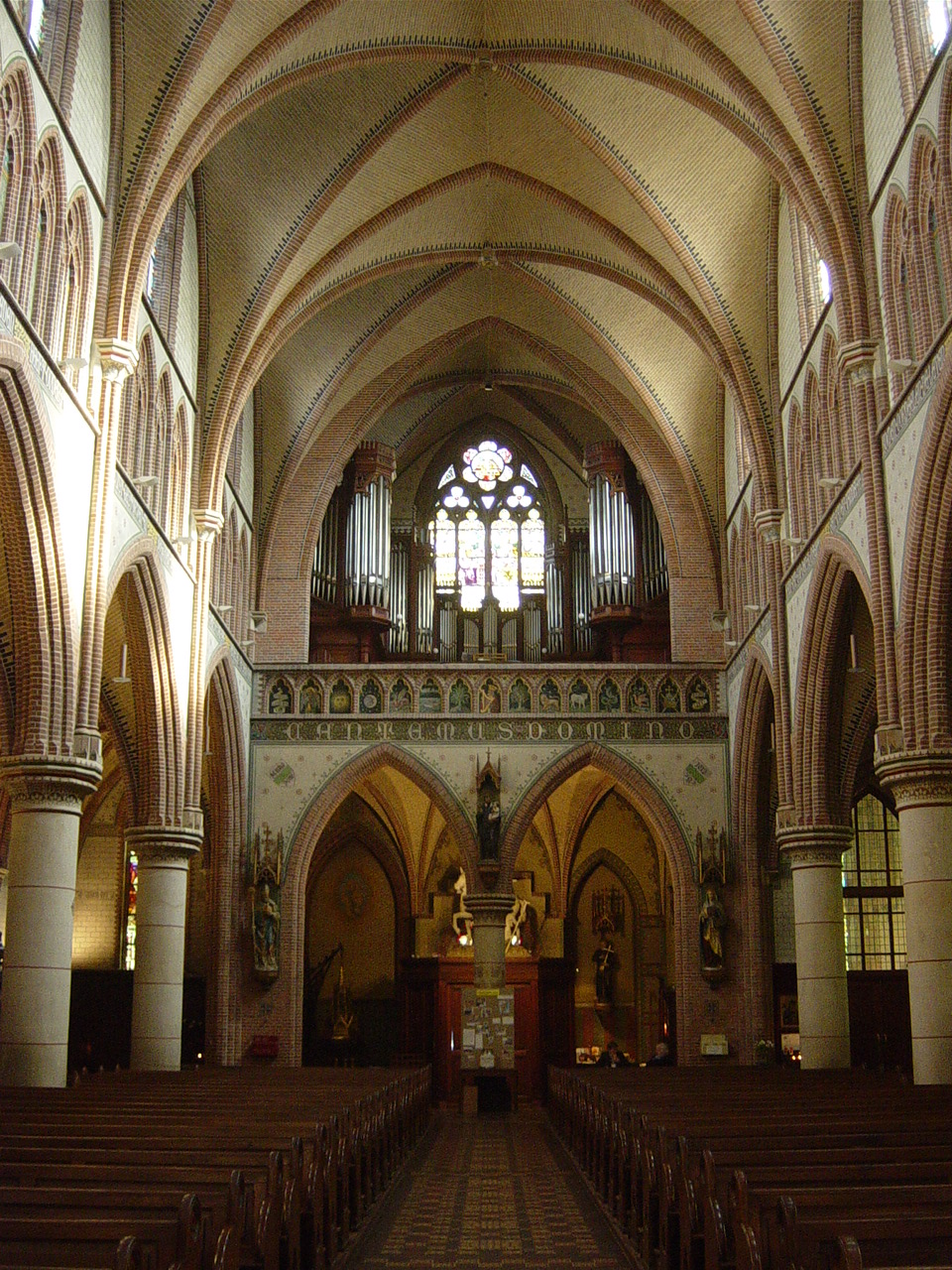
усередині собору — орган
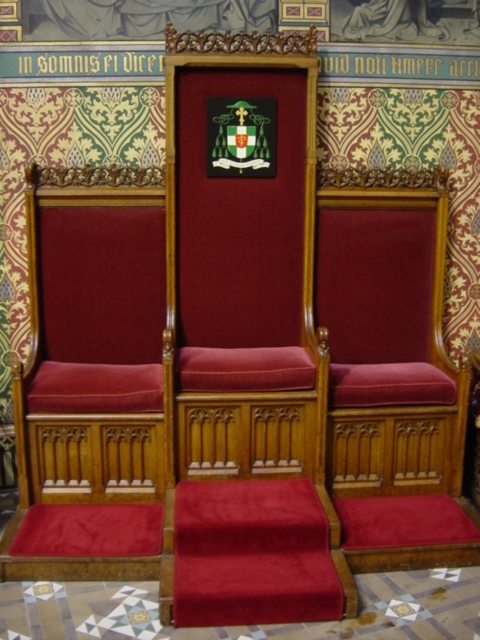
єпископське крісло — катедра